# John Gabriel Borkman
John Gabriel Borkman est une pièce de théâtre écrite par le dramaturge norvégien Henrik Ibsen en 1896.

## Intrigue
John Gabriel Borkman est un ancien banquier qui a dû passer cinq ans en prison pour abus de confiance. Il est cependant persuadé qu'il mérite une réhabilitation. À sa sortie de prison, il s'est cloîtré pendant huit ans au premier étage d'une maison appartenant à son amour de jeunesse Ella Rentheim. Sa femme Gunhild vit au rez-de-chaussée de la même maison, mais les deux époux vivent chacun de leur côté sans jamais se croiser ni communiquer. La pièce commence avec l'arrivée impromptue d'Ella, qui a élevé leur fils Erhart pendant longtemps, et qui souhaite l'adopter. Durant toute la pièce, Gunhild et Ella vont s'affronter pour garder l'ascendant sur Erhart, tandis que John Gabriel va prendre conscience du temps qu'il a perdu à attendre une réhabilitation qui ne viendra jamais.

## Personnages
- John Gabriel Borkman, ex-banquier.
- Gunhild Borkman, son épouse.
- Erhart Borkman, leur fils, étudiant.
- Ella Rentheim, la sœur jumelle de Gunhild Borkman.
- Fanny Wilton.
- Vilhelm Foldal, clerc auxiliaire dans un ministère.
- Frida Foldal, sa fille.
- La bonne de madame Borkman.

## Mises en scène
- 1960 : mise en scène Pierre Arneaudau, Théâtre du Tertre[1]
- 1986 : mise en scène Ingmar Bergman, Théâtre de l'Odéon[2],[3]
- 1989 : mise en scène Jean Bolléry, Théâtre de la cité internationale universitaire[4]
- 1993 : mise en scène Luc Bondy, Théâtre Vidy-Lausanne[5]
- 2009 : mise en scène, Thomas Ostermeier, Théâtre de l'Odéon[6].
- 2010-2011 : mise en scène James Macdonald avec Alan Rickman, Fiona Shaw et Lindsay Duncan, dans une nouvelle traduction anglaise de Frank McGuiness et joué à Dublin puis au Brooklyn Academy of Music, à New York[7].
- 2015 : mise en scène Simon Stone, Burgtheater Wien[8]